# Euphyia cyarda
Euphyia cyarda là một loài bướm đêm trong họ Geometridae.